# Реметалк I
Реметалк I (Ройметалк I или Тиберий Юлий Реметалк Филоцезар Филоромеос Эвсеб; др.-греч. Τιβέριος Ἰούλιος Ῥοιμητάλκης Φιλόκαισαρ Φιλορώμαιος Eὐσεβής; умер в 154) — царь Боспора в 131—154 годах.

## Биография

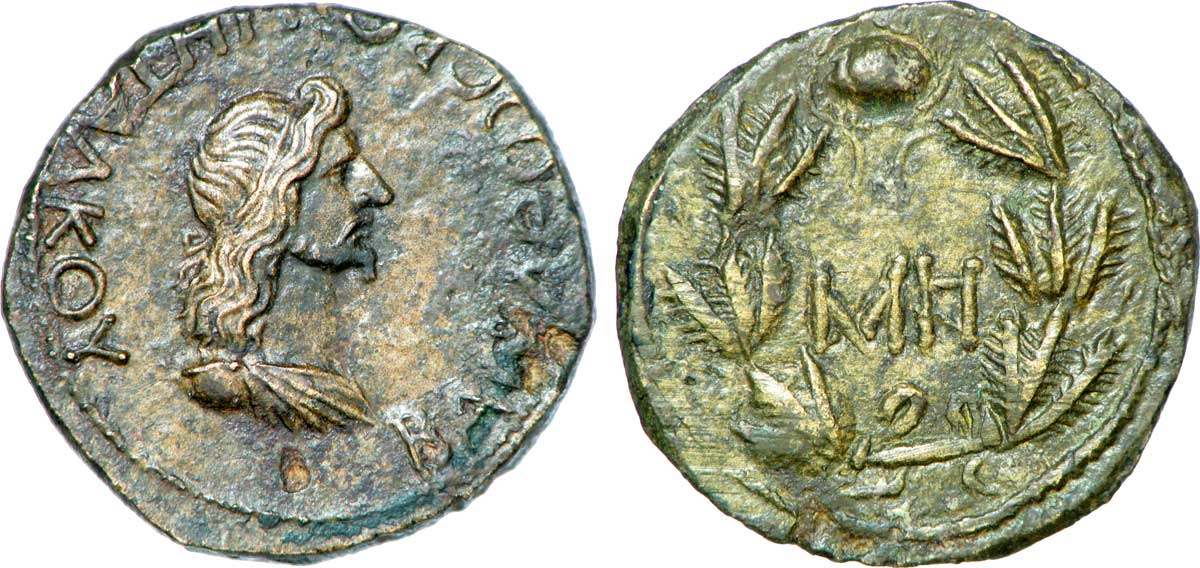
Монета с изображением Реметалка I

Реметалк I, сын царя Котиса II, происходил из династии Аспургов. Его дата рождения неизвестна. В 131 году назначен соправителем отца, а в 132 году, после смерти Котиса II, Реметалк стал новым правителем Боспорского царства.
В 136 году Реметалк I помог римлянам в войне с аланами, которые напали на провинции Каппадокию и Азию. Благодаря этому во времена правления римского императора Адриана Боспор пользовался поддержкой римлян и сохранил внутреннюю независимость.
В 147—149 годах римский император Антонин Пий вызвал Реметалка I в Рим для рассмотрения споров с администрацией провинции Понт. На время его отсутствия в Пантикапей были направлены фракийская и киликийская когорты, чтобы претендент на престол Евпатор (по некоторым данным, брат Реметалка) не захотел поднять восстание против Рима. После смерти Реметалка, предположительно в 154 году, трон унаследовал именно Евпатор, в обход сына Реметалка, будущего Савромата II.
По мнению швейцарского путешественника Ф. Дюбуа де Монпере, гробница, случайно открытая в 1834 году на мысе Карантинный под Керчью, на городище Мирмекий, могла принадлежать Реметалку (Дюбуа осматривал её вскоре после открытия). В гробнице был найден Мирмекийский саркофаг, ныне находящийся в коллекции Эрмитажа. Современные исследователи тоже не исключают возможность того, что гробница с богатым саркофагом — это захоронение Реметалка I, либо, что всё же несколько более вероятно — Евпатора, его преемника на царском престоле Боспора. Ранее Дюбуа де Монпере пришёл к выводу, что саркофаг и гробница принадлежали Реметалку, потому, что счёл изображение бородатого мужчины на одной из стенок саркофага изображением царя Реметалка.